# Gonzalo Javier Rodríguez
Gonzalo Javier Rodríguez Prado noto semplicemente come Gonzalo (Buenos Aires, 10 aprile 1984) è un ex calciatore argentino, di ruolo difensore.
È soprannominato El Mariscal.

## Biografia
Possiede il passaporto spagnolo.

## Caratteristiche tecniche
È un difensore centrale, abile nel gioco aereo, dotato di ottima tecnica, buona dinamicità e abilità nel contrasto. Bravo nell'impostare l'azione come regista difensivo e pericoloso negli inserimenti su calci da fermo. È inoltre un abile rigorista.

## Carriera

### Club

#### San Lorenzo
Inizia la sua carriera professionistica nel 2002, con il San Lorenzo: militerà in questo club per due stagioni, totalizzando 57 presenze e 4 reti nella Primera División argentina.

#### Villarreal

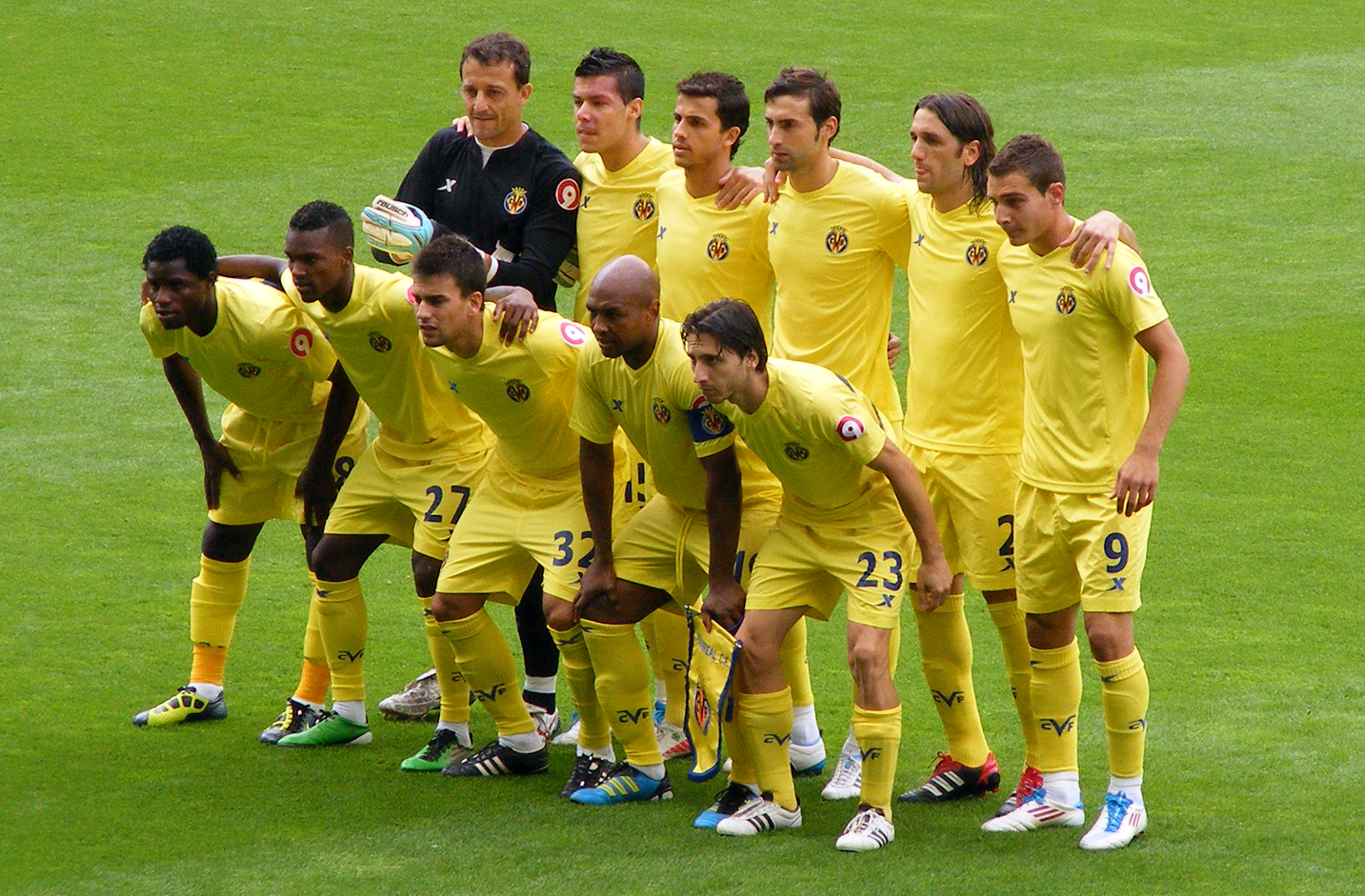
Gonzalo (in piedi, secondo da destra) al Villarreal nell'estate del 2011.

All'inizio della stagione 2004-2005 si trasferisce al Villarreal, squadra della Primera División spagnola, dove subito fa il suo esordio in Intertoto, contribuendo con 5 presenze e una rete in maniera determinante alla vittoria del trofeo per il sottomarino giallo, che permetteva l'accesso al tabellone principale della Coppa Uefa, gioca il ritorno del Secondo Turno, l'esordio per il Villarreal contro l'Odense; andata (0-3) e ritorno (2-0), poi entrambe le partite di Semifinale; il doppio 1-0 all'Amburgo, infine le due gare di Finale, andata Villarreal - Atletico de Madrid 2-0, dove va in rete marcando il secondo gol e il ritorno (0-2),che manderà la partita ai supplementari e poi ai rigori, dove il Villarreal la spunterà per 3 a 1.
In Coppa UEFA, la squadra arriverà ai Quarti di Finale eliminata dall'AZ Alkmaar (1-2) (1-1).Sulle 12 partite dal Primo Turno fino ai Quarti di Finale, Gonzalo salterà solamente 2 partite; contro il Partizan Belgrado (1-1), nella Fase a Gruppi e contro lo Steaua Bucarest (0-0), andata degli Ottavi di Finale.Collezionando 10 presenze con una rete, la prima della competizione, al Primo Turno di andata contro l'Hammarby IF (1-2).
Il 16 aprile 2006 si infortuna ai legamenti del ginocchio sinistro, ed è costretto a restare inattivo per otto settimane. Il 19 agosto 2006 subisce un altro infortunio, al ginocchio destro, che lo obbliga a restare fuori per sette mesi, fino al 15 aprile 2007, data del ritorno in campo. Il 14 giugno 2007 subisce infine un terzo infortunio, al legamento del ginocchio: operato, rimane lontano dai campi per altri sei mesi. In otto anni giocati con il Submarino Amarillo raccoglie globalmente 253 presenze segnando anche 9 reti.

#### Fiorentina
Il 3 agosto 2012 passa alla Fiorentina. per 1,5 milioni di euro, ritrovando Giuseppe Rossi, compagno al Villarreal. Esordisce in Serie A il 25 agosto in Fiorentina-Udinese 2-1. Segna il suo primo gol in maglia viola il 21 ottobre nella gara di campionato Chievo-Fiorentina 1-1. Contro il Cagliari segna la sua seconda rete, sempre di testa su calcio d'angolo battuto da Borja Valero. Il suo terzo gol in maglia viola arriva contro l'Atalanta. Si dimostra anche abile rigorista andando a segno per la quarta volta nel corso della stagione contro il Torino e si ripete sempre dal dischetto il 22 dicembre in casa del Palermo nella partita vinta 0-3 dalla squadra viola. Sigla il sesto gol stagionale di petto su assist di Pasqual nella vittoria in trasferta a Siena (0-1), mentre saranno 35 le presenze in campionato. Il 30 settembre 2013 va in gol per la prima volta nel campionato 2013-2014, mettendo a segno la rete del provvisorio 1-1 nel pareggio casalingo 2-2 contro il Parma. In Europa League va in gol nelle prime due partite del girone Fiorentina-Paços Ferreira (3-0) e Dnipro-Fiorentina (1-2), in quest'ultima su rigore. Il 5 gennaio 2014 segna di testa su calcio d'angolo battuto da Borja Valero il gol decisivo nel derby toscano contro il Livorno finito 1-0 per i viola. Viene scelto dalla UEFA tra i migliori giocatori di tutta l'Europa League.
Per la stagione 2014-2015 l'allenatore Montella gli affida il ruolo di vice-capitano, dietro a Manuel Pasqual, e alla sesta giornata nella gara giocata e vinta 3-0 in casa contro l'Inter indossa per la prima volta con la maglia dei viola la fascia da capitano. Il 23 novembre 2014 segna il primo gol stagionale nella partita vinta 2-1 sul campo del Verona. Il secondo gol stagionale arriva il 14 dicembre nella gara vinta per 4-1 sul campo del Cesena. Successivamente segna altri 3 gol tutti decisivi nelle gare Chievo-Fiorentina (1-2), Genoa-Fiorentina (1-1) e Fiorentina-Milan (2-1). Il 19 marzo 2015 segna il primo gol stagionale in Europa League su rigore per il gol del momentaneo 1-0 all'Olimpico contro i rivali italiani della Roma. La partita si concluderà con il punteggio di 3-0 per la Fiorentina. Il 29 aprile 2015, nella gara contro la Juventus allo Stadium di Torino, apre le marcature al 33' con un tiro dal dischetto che batte Gianluigi Buffon, ma sbaglia il successivo rigore concesso per fallo del difensore Giorgio Chiellini al 67', che avrebbe portato al 2-2 (il match terminerà 3-2 in favore dei bianconeri).
Nell'annata 2015-2016, anche con l'arrivo del nuovo allenatore Paulo Sousa, si conferma come perno della difesa viola. Protagonista di un cartellino rosso in Europa League contro il Basilea che apre alla rimonta degli svizzeri, inizia a inanellare una serie di buone prestazioni assieme al resto dei compagni e al feeling con il mister. Il primo gol della stagione arriva alla 10ª giornata in occasione della partita vinta dalla Fiorentina (4-1) contro il Frosinone. Il nuovo tecnico gli dà la fascia di capitano al posto di Pasqual, decisione che appare chiara nella gara contro la Sampdoria in cui entrambi i giocatori erano in campo. Il secondo gol giunge contro l'Udinese, il 6 dicembre 2015, chiudendo il risultato sul 3-0.
Nella stagione 2016/2017 segna un solo gol, realizzato nella partita in trasferta contro la Sampdoria, terminata 2-2.
A fine stagione non gli viene rinnovato il contratto dalla società viola, lascia dunque la Fiorentina, totalizzando globalmente tra tutte le competizioni 203 incontri segnando anche 25 reti.

#### Ritorno al San Lorenzo e ritiro dall'attività agonistica
Il 10 luglio 2017 viene ingaggiato a parametro zero dal San Lorenzo, facendo così ritorno nel club dopo tredici anni. Il 23 giugno 2020, a 36 anni, annuncia il proprio ritiro dal calcio giocato.

### Nazionale
Con la Nazionale argentina Under-17 ha disputato il campionato del mondo 2001 di categoria, mentre con quella Under-20 ha disputato il campionato del mondo 2003. In entrambe le occasioni, la Selección si è fermata alle semifinali.
Ha fatto il proprio esordio con la Nazionale maggiore nel gennaio del 2003, in una gara contro l'Honduras, prendendo in seguito parte alla Confederations Cup 2005. Salta il Mondiale 2006 a causa dell'infortunio patito nell'aprile 2006. Dopo molti anni dall'ultima apparizione, il 30 agosto 2015 viene convocato in nazionale per le partite amichevoli contro Bolivia e Messico.

## Statistiche

### Presenze e reti nei club
Statistiche aggiornate al 1º marzo 2020.
| Stagione           | Squadra            | Campionato         | Campionato | Campionato | Coppe nazionali | Coppe nazionali | Coppe nazionali | Coppe continentali | Coppe continentali | Coppe continentali | Altre coppe | Altre coppe | Altre coppe | Totale | Totale |
| Stagione           | Squadra            | Comp               | Pres       | Reti       | Comp            | Pres            | Reti            | Comp               | Pres               | Reti               | Comp        | Pres        | Reti        | Pres   | Reti   |
| ------------------ | ------------------ | ------------------ | ---------- | ---------- | --------------- | --------------- | --------------- | ------------------ | ------------------ | ------------------ | ----------- | ----------- | ----------- | ------ | ------ |
| 2002-2003          | San Lorenzo        | PD                 | 27         | 3          | CA              | 0               | 0               | CS                 | 7                  | 1                  | -           | -           | -           | 34     | 4      |
| 2003-2004          | San Lorenzo        | PD                 | 30         | 1          | CA              | 0               | 0               | CS                 | 5                  | 1                  | -           | -           | -           | 35     | 2      |
| 2004-2005          | Villarreal         | PD                 | 34         | 2          | CR              | 0               | 0               | Int+CU             | 5+10               | 1+1                | -           | -           | -           | 49     | 4      |
| 2005-2006          | Villarreal         | PD                 | 29         | 0          | CR              | 1               | 0               | UCL                | 11                 | 0                  | -           | -           | -           | 41     | 0      |
| 2006-2007          | Villarreal         | PD                 | 6          | 0          | CR              | 0               | 0               | Int                | 2                  | 0                  | -           | -           | -           | 8      | 0      |
| 2007-2008          | Villarreal         | PD                 | 18         | 0          | CR              | 0               | 0               | CU                 | 2                  | 0                  | -           | -           | -           | 20     | 0      |
| 2008-2009          | Villarreal         | PD                 | 27         | 2          | CR              | 0               | 0               | UCL                | 8                  | 0                  | -           | -           | -           | 35     | 2      |
| 2009-2010          | Villarreal         | PD                 | 21         | 0          | CR              | 2               | 0               | UEL                | 7                  | 0                  | -           | -           | -           | 30     | 0      |
| 2010-2011          | Villarreal         | PD                 | 23         | 1          | CR              | 6               | 0               | UEL                | 10                 | 1                  | -           | -           | -           | 39     | 2      |
| 2011-2012          | Villarreal         | PD                 | 26         | 1          | CR              | 0               | 0               | UCL                | 5                  | 0                  | -           | -           | -           | 31     | 1      |
| Totale Villarreal  | Totale Villarreal  | Totale Villarreal  | 184        | 6          |                 | 9               | 0               |                    | 60                 | 3                  |             | -           | -           | 253    | 9      |
| 2012-2013          | Fiorentina         | A                  | 35         | 6          | CI              | 3               | 0               | -                  | -                  | -                  | -           | -           | -           | 38     | 6      |
| 2013-2014          | Fiorentina         | A                  | 33         | 4          | CI              | 5               | 0               | UEL                | 10                 | 2                  | -           | -           | -           | 48     | 6      |
| 2014-2015          | Fiorentina         | A                  | 30         | 7          | CI              | 3               | 0               | UEL                | 10                 | 1                  | -           | -           | -           | 43     | 8      |
| 2015-2016          | Fiorentina         | A                  | 35         | 4          | CI              | 1               | 0               | UEL                | 5                  | 0                  | -           | -           | -           | 41     | 4      |
| 2016-2017          | Fiorentina         | A                  | 26         | 1          | CI              | 0               | 0               | UEL                | 7                  | 0                  | -           | -           | -           | 33     | 1      |
| Totale Fiorentina  | Totale Fiorentina  | Totale Fiorentina  | 159        | 22         |                 | 12              | 0               |                    | 32                 | 3                  |             | -           | -           | 203    | 25     |
| 2017-2018          | San Lorenzo        | PD                 | 14         | 0          | CA              | 2               | 0               | CS                 | 3                  | 0                  | -           | -           | -           | 19     | 0      |
| 2018-2019          | San Lorenzo        | PD                 | 10         | 1          | CA              | 6               | 0               | CL                 | 4                  | 1                  | -           | -           | -           | 20     | 2      |
| 2019-2020          | San Lorenzo        | PD                 | 9          | 1          | CA              | 0               | 0               | CL                 | 0                  | 0                  | -           | -           | -           | 9      | 1      |
| Totale San Lorenzo | Totale San Lorenzo | Totale San Lorenzo | 90         | 6          |                 | 8               | 0               |                    | 19                 | 3                  |             | -           | -           | 117    | 9      |
| Totale carriera    | Totale carriera    | Totale carriera    | 433        | 34         |                 | 29              | 0               |                    | 111                | 9                  |             | -           | -           | 573    | 43     |

### Cronologia presenze e reti in nazionale
| Cronologia completa delle presenze e delle reti in nazionale ― Argentina | Cronologia completa delle presenze e delle reti in nazionale ― Argentina | Cronologia completa delle presenze e delle reti in nazionale ― Argentina | Cronologia completa delle presenze e delle reti in nazionale ― Argentina | Cronologia completa delle presenze e delle reti in nazionale ― Argentina | Cronologia completa delle presenze e delle reti in nazionale ― Argentina | Cronologia completa delle presenze e delle reti in nazionale ― Argentina | Cronologia completa delle presenze e delle reti in nazionale ― Argentina |
| Data                                                                     | Città                                                                    | In casa                                                                  | Risultato                                                                | Ospiti                                                                   | Competizione                                                             | Reti                                                                     | Note                                                                     |
| ------------------------------------------------------------------------ | ------------------------------------------------------------------------ | ------------------------------------------------------------------------ | ------------------------------------------------------------------------ | ------------------------------------------------------------------------ | ------------------------------------------------------------------------ | ------------------------------------------------------------------------ | ------------------------------------------------------------------------ |
| 31-1-2003                                                                | San Pedro Sula                                                           | Honduras                                                                 | 1 – 3                                                                    | Argentina                                                                | Amichevole                                                               | -                                                                        |                                                                          |
| 4-2-2003                                                                 | Los Angeles                                                              | Argentina                                                                | 1 – 0                                                                    | Messico                                                                  | Amichevole                                                               | 1                                                                        |                                                                          |
| 17-11-2004                                                               | Buenos Aires                                                             | Argentina                                                                | 3 – 2                                                                    | Venezuela                                                                | Qual. Mondiali 2006                                                      | -                                                                        |                                                                          |
| 14-6-2005                                                                | Colonia                                                                  | Argentina                                                                | 2 – 1                                                                    | Tunisia                                                                  | Conf. Cup 2005 - 1º turno                                                | -                                                                        | 17’                                                                      |
| 18-6-2005                                                                | Norimberga                                                               | Australia                                                                | 2 – 4                                                                    | Argentina                                                                | Conf. Cup 2005 - 1º turno                                                | -                                                                        | 86’                                                                      |
| 9-6-2008                                                                 | New York                                                                 | Stati Uniti                                                              | 0 – 0                                                                    | Argentina                                                                | Amichevole                                                               | -                                                                        |                                                                          |
| 4-9-2015                                                                 | Houston                                                                  | Argentina                                                                | 7 – 0                                                                    | Bolivia                                                                  | Amichevole                                                               | -                                                                        |                                                                          |
| Totale                                                                   |                                                                          | Presenze                                                                 | 7                                                                        |                                                                          | Reti                                                                     | 1                                                                        |                                                                          |

## Palmarès

### Club
- Coppa Sudamericana: 1

San Lorenzo: 2002
- Coppa Intertoto UEFA: 1

Villarreal: 2004

### Individuale
- Squadra della stagione della UEFA Europa League: 1

2013-2014